# The Bash
The Bash è stato un evento in pay-per-view di wrestling organizzato dalla World Wrestling Entertainment. L'evento si è svolto il 28 giugno 2009 alla ARCO Arena di Sacramento.

## Storyline
Il 7 giugno, a Extreme Rules, Batista sconfisse il campione Randy Orton in uno Steel Cage match, conquistando così il WWE Championship per la prima volta. Nella puntata di Raw dell'8 giugno Batista, dopo essere stato attaccato dalla Legacy (Orton, Cody Rhodes e Ted DiBiase), fu tuttavia costretto a rendere vacante il titolo a causa di un infortunio al bicipite (legit). Nella puntata di Raw del 15 giugno Orton vinse un Fatal 4-Way match che includeva anche il rientrante Triple H, John Cena e Big Show, riconquistando così il vacante WWE Championship per la quarta volta. Più avanti, la sera stessa, Triple H si aggiudicò un Battle Royal match per diventare il contendente n°1 al titolo di Orton. Nella puntata di Raw del 22 giugno, dopo che il loro Last Man Standing match per il titolo era terminato in pareggio, Il Chairman della WWE, Vince McMahon, annunciò un Three Stages of Hell match tra Orton e Triple H con in palio il WWE Championship per The Bash.
A Extreme Rules, Jeff Hardy sconfisse il campione Edge in un Ladder match, conquistando così il World Heavyweight Championship per la prima volta; tuttavia, al termine dell'incontro, CM Punk incassò il contratto del Money in the Bank su Hardy per poi vincere il titolo per la seconda volta. Nella puntata di Raw del 15 giugno Punk difese con successo il titolo in un Triple Threat match contro Edge e Hardy. Nella puntata di SmackDown del 19 giugno, dopo un confronto tra i due, il General Manager dello show, Theodore Long, sancì un match tra Punk e Hardy con in palio il World Heavyweight Championship per The Bash.
A Extreme Rules, Tommy Dreamer vinse un Triple Threat Hardcore match che includeva anche Jack Swagger e il campione Christian, conquistando così l'ECW Championship per la seconda volta. Nella puntata di ECW del 16 giugno Finlay attaccò brutalmente Dreamer, Swagger e Christian, i quali erano in costante conflitto per il titolo. Più avanti, la sera stessa, la General Manager dello show, Tiffany, annunciò un Championship Scramble match tra Dreamer, Finlay, Swagger, Christian e Mark Henry con in palio l'ECW Championship (di Dreamer) per The Bash.
A Extreme Rules, Chris Jericho sconfisse il campione Rey Mysterio in un No Holds Barred match, conquistando così l'Intercontinental Championship per la nona volta. Nella puntata di Raw del 15 giugno Jericho difese con successo il titolo nella rivincita contro Mysterio. Nella puntata di SmackDown del 19 giugno Jericho accettò la richiesta di Mysterio per un ulteriore rematch per il titolo, a patto che questi mettesse in palio anche la sua maschera durante l'incontro. Un Mask vs. Title match tra Jericho e Mysterio con in palio l'Intercontinental Championship fu quindi sancito per The Bash: se Mysterio avesse perso, sarebbe stato costretto a smascherarsi dinanzi al pubblico.
Nella puntata di Raw del 27 aprile The Miz sfidò John Cena ad un incontro, proclamandosi poi vincitore per forfait poiché quest'ultimo era alle prese con un infortunio, e quindi impossibilitato a combattere. Successivamente The Miz continuò a fare ciò, anche perché Cena era impegnato in altri incontri, fino alla puntata di Raw del 1 °giugno. Nella puntata di Raw del 15 giugno, dopo vari confronti tra i due, The Miz attaccò brutalmente Cena con una sedia. Un match tra Cena e The Miz fu poi annunciato per The Bash.
Nella puntata di SmackDown del 22 maggio Michelle McCool sconfisse Gail Kim, diventando così la contendente n°1 della Women's Champion Melina. Un match tra le due con in palio il Women's Championship fu poi sancito per The Bash.
Nella puntata di Raw dell'8 giugno la Legacy (Cody Rhodes e Ted DiBiase) sconfisse gli Unified WWE Tag Team Champions, i Colóns (Carlito e Primo), in un match non titolato; ottenendo quindi un incontro per i loro titoli di coppia. Un match per lo Unified WWE Tag Team Championship tra i Colóns e la Legacy fu annunciato per The Bash.
Nella puntata di SmackDown dell'8 maggio The Great Khali sconfisse Dolph Ziggler per squalifica poiché questi lo aveva colpito con una sedia. Nella puntata di SmackDown del 5 giugno Khali sconfisse Ziggler; tuttavia, nelle due puntate successive, Ziggler prevalse su Khali sconfiggendolo prima per count-out e poi per squalifica (facendo finta di essere stato colpito con una sedia). Un No Disqualification match tra i due fu poi sancito per The Bash.

## Risultati
| #    | Incontri                                                                            | Stipulazioni                                                          | Durata |
| ---- | ----------------------------------------------------------------------------------- | --------------------------------------------------------------------- | ------ |
| Dark | R-Truth ha sconfitto Shelton Benjamin                                               | Single match                                                          | 09:18  |
| 1    | Tommy Dreamer (c) ha sconfitto Christian, Finlay, Jack Swagger e Mark Henry         | Championship scramble match per l'ECW Championship                    | 14:46  |
| 2    | Rey Mysterio ha sconfitto Chris Jericho (c)                                         | Title vs. mask match per il WWE Intercontinental Championship         | 15:42  |
| 3    | Dolph Ziggler ha sconfitto The Great Khali                                          | No disqualification match                                             | 04:59  |
| 4    | Chris Jericho e Edge hanno sconfitto Cody Rhodes e Ted DiBiase Jr. e The Colóns (c) | Triple threat tag team match per lo Unified WWE Tag Team Championship | 09:37  |
| 5    | Michelle McCool (con Alicia Fox) ha sconfitto Melina (c)                            | Single match per il WWE Women's Championship                          | 06:34  |
| 6    | Jeff Hardy ha sconfitto CM Punk (c) per squalifica                                  | Single match per il World Heavyweight Championship                    | 15:01  |
| 7    | John Cena ha sconfitto The Miz per sottomissione                                    | Single match                                                          | 05:39  |
| 8    | Randy Orton (c) ha sconfitto Triple H                                               | Three stages of hell match per il WWE Championship                    | 21:23  |